# Erna Verlinden
Erna Verlinden (n. Niel1953), artista y académica belga que trabaja en la disciplina de las artes visuales, dibujo, escultura y cerámica.Trabaja especialmente la porcelana. Erna Verlinden trabaja la cerámica como medio artístico contemporáneo, especialmente porcelana.En su trabajo investiga los efectos espaciales de la porcelana a través de combinaciones de superficies.

## Estudios
- 1980-1984: Real Academia de Bellas Artes de Amberes.
- 1984-1987: Instituto Nacional Superior de Bellas Artes de Amberes.
- 1989: Estudios específicos taller Saichi Matsumoto, Japón.
- 1992-presente: Real Academia de Bellas Artes, Departamento de la Universidad de Amberes.

## Exposiciones individuales
- 1986: Turnhout, Warande, «Subjetiva».
- 1987: Barcelona, Fundación Joan Miró, «Huellas del Espacio».
- 1988: Gante, Gallería St. James.
- 1989: Amberes, Cultural Elze «100 Los tiempos han cambiado».
- 1993: Brujas, «la conferencia de la mesa de jóvenes».
- 2004: Castillo, «Paisajes mentales».